# Prosekia hamigera
Prosekia hamigera är en kräftdjursart som först beskrevs av Albert Vandel 1952.  Prosekia hamigera ingår i släktet Prosekia och familjen Philosciidae. Inga underarter finns listade i Catalogue of Life.